# Ulterior Motives
Ulterior Motives (pol. Ukryte motywy, niejawne intencje) – utwór muzyczny gatunku pop, nagrywany najpewniej pomiędzy 1984 a 1985 przez braci bliźniaków Christophera Sainta Bootha oraz Philipa Adriana Bootha. Piosenka ta zdobyła popularność po tym, jak w 2021 został opublikowany w internecie 17-sekundowy fragment utworu, wówczas jeszcze niezidentyfikowanego. W okresie poszukiwań utwór nazywano Everyone Knows That (EKT) oraz „Ulterior Motives”, nawiązując do interpretacji słów opublikowanego fragmentu. Utwór ten został w 2024 odnaleziony w niszowym filmie pornograficznym z 1986, do którego bracia Booth skomponowali podkład muzyczny, i którego część stanowił również „Ulterior Motives”.

## Historia
7 października 2021 na stronie WatZatSong pochodzący z Hiszpanii użytkownik carl92 opublikował 17-sekundowy fragment utworu. Według użytkownika fragment ten został odnaleziony wśród plików na starej kopii płyty DVD. Podejrzewał on, iż jest to pozostałość z czasów, kiedy uczył się nagrywania audio. Od momentu publikacji tego fragmentu w 2021 internauci szukali pełnej wersji utworu oraz informacji o jego wykonawcy i pochodzeniu.
„Everyone Knows That” zdobył popularność pod koniec 2022 i w 2023. W czerwcu 2023 powstał subreddit poświęcony poszukiwaniu utworu oraz jego twórcy. 7 stycznia 2024 dwóch członków subreddita udzieliło wywiadu francuskiemu nadawcy komercyjnemu TF1.
Poszukiwania utworu trwały do 28 kwietnia 2024, kiedy to użytkownik Reddita o nicku u/south_pole_ball zidentyfikował utwór, podając jego wykonawców oraz pochodzenie. Utwór został odnaleziony w niszowym filmie pornograficznym pt. Angels of Passion z 1986 roku. Po ustaleniu pochodzenia piosenki pojawiły się przypuszczenia, że pierwotnie poszukujący jej twórców użytkownik carl92 musiał mieć dostęp do pełnej wersji filmu, ale z obawy przed ośmieszeniem wyciął jedyny, krótki fragment piosenki, w którym nie było słychać odgłosów charakterystycznych dla sceny seksu. Informacja o odnalezieniu nagrania w starych plikach miałaby zostać przez niego zmyślona.
Z utworem najczęściej utożsamiany jest różowy radiomagnetofon NextPlay Glitz & Glitter, którego fotografia została użyta w jednym z pierwszych reuploadów 17-sekundowego fragmentu utworu opublikowanym na YouTube. Pochodzi ona z ogłoszenia opublikowanego w serwsie DePop.

## Poszukiwania
Poszukiwanie utworu z początku nie zyskało wielkiego rozgłosu, lecz z czasem zaangażowała się w nie znaczna liczba osób. Wysnuwano kilka teorii o pochodzeniu utworu. Uważano, że może to być fragment programu MTV z lat 90., utwór produkcyjny (stock) lub dżingiel reklamowy. Wśród domniemanych twórców wymieniano m.in. Roxette, zespół Savage Garden, czy też Jasona Paige’a. W sierpniu 2023 w kanadyjskiej bazie muzycznej SOCAN (odpowiedniku polskiego ZAiKS) został odnaleziony utwór pod tytułem Ulterior Motives, opatrzony nazwiskami Booth Christopher David oraz Booth Philip.
Pod koniec lutego 2024 internauci próbowali nawiązać kontakt z niszowym piosenkarzem, zwanym White Mike Johnny Glove, który miał zadziwiająco podobny głos do tego, który można było usłyszeć na nagraniu. Wysnuto teorię, że w utworze wykorzystano automat perkusyjny LinnDrum oraz syntezator Yamaha DX7, tym samym przybliżając datę powstania do roku 1983 lub późniejszego. Niektórzy użytkownicy stworzyli rekonstrukcje utworu, aby mieć rozeznanie w zakresie tego, jak mogła wyglądać całość. Pojawiły się również opinie, że piosenka ta nigdy nie istniała, a nagranie zostało spreparowane przez trolla internetowego.

### Odnalezienie utworu
W kwietniu 2024 użytkownik Reddita u/One-Truth-5867 natrafił na opublikowany w serwisie YouTube fragment filmu pornograficznego z 1984 pt. Taboo III z podobną do poszukiwanej piosenką „Till the End of Time” autorstwa Christophera i Philipa Booth, co zostało odnotowane w opisie klipu. Użytkownik ten skojarzył, że ci sami twórcy byli wpisani w bazie danych SOCAN przy utworze pt. Ulterior Motives. 28 kwietnia 2024 inny użytkownik Reddita u/south_pole_ball zidentyfikował utwór, podając jego tytuł i wykonawców. Odkryto, że pierwotnie opublikowany wycinek pochodzi z innego, mało znanego filmu pornograficznego pt. Angels of Passion. Na podstawie zdobytych informacji ustalono, że Christopher Booth zawodowo zajmował się komponowaniem utworów do filmów pornograficznych. Przejrzano więc filmografię Bootha i tak odnaleziono rzeczony utwór w produkcji z 1986 roku. 29 kwietnia 2024 Christopher Saint Booth opublikował na Instagramie post odnoszący się do odkrycia utworu i jego wykonawców przyznając, że do tego momentu nie zdawał sobie sprawy z popularności swojej piosenki. Tego samego dnia Booth opublikował rolkę, w której zamieścił oryginalny tekst utworu z jego studia nagrań. Ujawniono w niej, że spopularyzowany podczas poszukiwań wers Everyone knows that w oryginale brzmiał Everyone knows it.
1 maja 2024 bracia Booth udzielili wywiadu dla czasopisma Rolling Stone, gdzie podano informację o planowanym ponownym wydaniu utworu. Wskazali, że pierwotnie „Ulterior Motives” nie powstało z myślą o filmie pornograficznym, a miało być zwykłym utworem gatunku pop, podobnym do innych z tego okresu. W latach 80. jako dwudziestolatkowie zatrudnili się jako asystenci przy produkcji filmów. Za sprawą znajomego filmowca zostali zaangażowani do pracy przy produkcji filmów pornograficznych, do których m.in. udzielali licencji na swoją muzykę. Jedną z piosenek wykorzystanych w ten sposób była „Ulterior Motives”.
Christopher Saint Booth i Philip Adrian Booth pozostali aktywni w przemyśle rozrywkowym. Christopher pracuje jako reżyser, producent i kompozytor muzyki filmowej, natomiast Philip jest scenarzystą i operatorem. Od 2005 obaj bracia wspólnie zajmują się produkcją kina grozy w ramach własnej wytwórni Spooked Productions.

## Wydanie
Piosenka „Ulterior Motives” aż do 2024 nie posiadała oficjalnego wydania. W maju 2024 bracia Booth w odpowiedzi na popularność utworu zapowiedzieli wydanie go w zremasterowanej wersji. Przed jego opublikowaniem muzycy poinformowali, że nie odnaleźli pełnego oryginalnego nagrania. Zachowała się z niego jedynie ścieżka rytmiczna. W związku z tym na potrzeby zremasterowanej wersji Christopher Saint Booth na nowo nagrał swój wokal.
Album zatytułowany Ulterior Motives (The Lost Album) ukazał się 22 czerwca 2024 w dystrybucji cyfrowej. Zawiera on „Ulterior Motives” oraz 12 innych utworów nagrywanych przez braci Booth w latach 80.

### Lista utworów
| 1.  | „Chemistry”             | 3:18  |
|     |                         |       |
| 2.  | „Your Guy”              | 4:12  |
|     |                         |       |
| 3.  | „Ulterior Motives”      | 3:49  |
|     |                         |       |
| 4.  | „Man Needs Love”        | 2:49  |
|     |                         |       |
| 5.  | „So In Love”            | 5:04  |
|     |                         |       |
| 6.  | „You Turn Me On”        | 5:01  |
|     |                         |       |
| 7.  | „Rock Me To Sleep”      | 6:43  |
|     |                         |       |
| 8.  | „Think I’m Gonna Cry”   | 2:18  |
|     |                         |       |
| 9.  | „Potion Of Emotion”     | 4:18  |
|     |                         |       |
| 10. | „One Last Look”         | 3:37  |
|     |                         |       |
| 11. | „Nothing Lasts Forever” | 4:20  |
|     |                         |       |
| 12. | „Language Of Love”      | 3:50  |
|     |                         |       |
| 13. | „Lie School”            | 4:04  |
|     |                         |       |
|     |                         | 53:23 |
|     |                         |       |